# Трилофос (дем Катерини)
Вижте пояснителната страница за други значения на Трилофос.
Трилофос или Тохово (на гръцки: Τρίλοφος, катаревуса Τρίλοφον, Трилофон, до 1926 година Τόχοβα, Тохова, до 1950 година Παληονέλληνη, Палионелини) е село в Северна Гърция, в дем Катерини, област Централна Македония. Населението му е 620 души (2001).

## География
Селото е разположено на 300 m надморска височина в западната част на Пиерийската равнина, северозападно от град Катерини.

## История
В края на XIX век Тохово е черкезко село в Османската империя, като жителите му притесняват силно околните християнски гръцки села.
В 1913 година след Междусъюзническата война селото остава в Гърция. Според преброяването от 1913 година Тохова има 1032 жители.
В 1926 година селото е прекръстено на Палионелини. Населението на селото се изселва в Турция и на негово място са заселени гърци бежанци. В 1928 година е изцяло бежанско селище с 267 бежански семейства и 1114 жители. В 1950 година името на селото е сменено на Трилофос. След началото на 1960-те години започва масова емиграция от селото, с което рязко спада населението.
Населението традиционно произвежда жито и картофи и се занимава частично и с краварство.
| Име         | Име          | Ново име    | Ново име    | Описание                             |
| ----------- | ------------ | ----------- | ----------- | ------------------------------------ |
| Коджадере   | Κοτζά Ντερέ  | Рема        | Ρέμα        | река на Ю от Трилофос                |
| Тартардере  | Ταρτάρ Ντερέ | Пигиес      | Πηγές       | река на И от Трилофос                |
| Таушан тепе | Ταουσάν Τεπέ | Агоно       | Άγονο       | възвишение на И от Трилофос (268 m)  |
| Ортадере    | Όρτά Ντερέ   | Лефтокариес | Λεφτοκαρυές | река на С от Трилофос                |
| Клисия баир | Κλησιά Μπαΐρ | Агия Триас  | Άγιατριάς   | възвишение на СИ от Трилофос (312 m) |
| Яниклик     | Γιαννικλίκ   | Кумариес    | Κουμαριές   | местност на Ю от Трилофос            |
| Синор тепе  | Σινόρ Τεπέ   | Айтодори    | Άϊθόδωροι   | възвишение на СЗ от Трилофос         |

| Година    | 1913 | 1920 | 1928 | 1940 | 1951 | 1961 | 1971 | 1981 | 1991 | 2001 | 2011 | 2021 |
| --------- | ---- | ---- | ---- | ---- | ---- | ---- | ---- | ---- | ---- | ---- | ---- | ---- |
| Население | 1032 | 1170 | 1209 | 1694 | 1135 | 1202 | 703  | 749  | 694  | 620  | 521  | 397  |